# Kapela Rožnovenske Matere Božje, Podlipovica
Kapela Rožnovenske Matere božje je grajska kapela gradu Medija. Grajskemu kompleksu je bila prizidana v sredini 17. stoletja, danes pa je ohranjena v prezidanem stanju, saj je bila med drugo svetovno vojno močno poškodovana. Najbolj znana je po svojih prvotnih lastnikih, Valvasorjih.
Nahaja se v vasi Podlipovica pri Izlakah in spada pod občino Zagorje ob Savi. Ima status spomenika lokalnega pomena. Kapela je bila prvotno posvečenea Marijinemu obiskanju in je spadala pod župnijo svetega Andreja na Vačah. 

### Opis

#### Zunanjost
Kapela je od zunaj pravokotna stavba z dvokapno streho in zvonikom na severozahodni strani. Na severni in južni strani kapele sta po dve okni s polkrožnim zaključkom, sredi zahodne stene pa eno okroglo. Na zahodnem pročelju je v centralni osi eno okno v višini empore, pod njim je prazen podstavek, ravna linija pa se nadaljuje do rekonstruiranega portala. Na praznem podstavku je prvotno stala skulptura Matere božje z Valvasorjevim in Rauberjevim grbom, ki sta jo dala postaviti starša Janeza Vajkarda. Odstranjena je bila leta 1978.  Prvotno je bil portal polkrožen, danes je pravokoten, nad njim pa je relief Marije. Levo od portala je nagrobna plošča Janeza Krstnika Valvasorja, ki se je prvotno nahajala nad kripto, kjer so našli tudi posmrtne ostanke, ki domnevno pripadajo njemu, njegovi ženi in petim otrokom.  Desno od portala je spominska plošča Janezu Vajkardu Valvasorju, ki je bila dodana leta 1993.

#### Notranjost
Prostor je enoladijski, brez izstopajočega kornega dela. Na vzhodu je v notranjosti v steni nizka niša nepravilne polkrožne oblike. Notranja oprema danes ni več ohranjena, saj je bila kapela skupaj z grobnico po letu 1958 izropana v času nacionalizacije. Na zahodu se nahaja empora, do katere se dostopa iz skrajnega desnega roba pročelja, kjer vidimo tudi ostanke ruševin gradu, ki se držijo kapele. Strop je banjasto obokan, ohranjene so zgodnjebaročne štukature na stranskih stenah ter na empori. Ta je podprta z dvema stebroma, ki ustvarjata trodelno križno-grebenasto obokano shemo. V empori je ohranjen kamnoseški znak, o katerem na žalost ni znanih podatkov. 

### Zgodovina
Kapelo je med letoma 1637 in 1650 grajskemu kompleksu prizidal Bartolomej Valvasor, da bi služila kot družinska grobnica. Rodbina Valvasor je posestvo v poznem 16. stoletju odkupila od družine Rambschüssl. Kot zaselek se območje v virih pojavlja že v sredini 14. stoletja. Nastanek gradu povezujejo s kranjskimi plemiči Galli, zaradi nemškega poimenovanja Gallneck ali Gallenek.  Ti so ga leta 1556 prodali Rambschüsslom. Nekaj nejasnosti se pojavlja v povezavi z letnico, kdaj naj bi Valvasorji prevzeli posest: Janez Vajkard Valvasor piše, da je po Rambschüsslih grad kupil nekdo po imenu Herberstein, ki naj bi leta 1562 vse skupaj prodal njegovemu očetu, kupno pismo iz inventarja barona Adama Valvasorja pa pravi, da so leta 1580 Valvasorji kompleks kupili neposredno od Leopolda pl. Rambschüssla. Za Valvasorji so leta 1792 posest podedovali baroni Lichtenbergi, od takrat naprej pa je grad hitro menjaval lastnike. Kapelo je dal postaviti oče Janeza Vajkarda Valvasorja, Bartolomej ali Jernej, kot najdemo njegovo ime zapisano v nekaterih virih, letnica pa ni povsem jasna. Njegov sin piše, da je dal 2. 9. 1650 kapelo zgraditi za svoj večni počitek, vendar ta podatek ni povsem zanesljiv, saj se zaradi istega vira pojavlja tudi vprašanje, kdo je dejansko pokopan v kripti pod kapelo. Dolničar v svoji knjigi iz leta 1715 potrjuje tezo, da naj bi tam počival sam Janez Vajkard Valvasor s svojimi starši in sorojenci, vendar je bila ta ovržena in danes velja, da truplo pripada Janezu Krstniku Valvasorju in njegovi družini.  Tukaj ne gre za prvotnega lastnika z istim imenom, ampak sorodnika iz završke linije.

### Obnovitvena dela
Z obnovitvenimi deli kapele so začeli leta 1987. Pri projektu so med drugim sodelovali arheolog Mitja Guštin in arhitekt Dušan Kramberger ter Nande Razboršek, ki je na posestvu deloval že prej v okviru likovne kolonije Izlake. Obnova je bila končana leta 1990, ko je kapelo otvoril takratni kulturnega ministra Andreja Capudra, teden dni kasneje pa jo je cerkveno posvetil še ljubljanski nadškof Alojzij Šuštar. Leta 1996 je bila ob 700-letnici občine postavljena tudi razstava Zagorje ob Savi: Od prazgodovine do srednjega veka, kjer je bila med drugim predstavljena tudi na novo obnovljena kapela.

### Zanimivosti
Prej omenjena slikarska kolonija Izlake-Zagorje vsako leto tradicionalno na gradu Medija spodbuja kulturno in turistično dejavnost, prav tako pa tudi prireditev »Valvasorjev dan«.